# Hanna Pys'mens'ka
Hanna Serhiïvna Pys'mens'ka (in ucraino Ганна Сергіївна Письменська?; Vinnycja, 12 marzo 1991) è una tuffatrice ucraina specializzata nel trampolino.

## Carriera
Hanna Pys'mens'ka ha partecipato a due edizioni dei Giochi olimpici, Pechino 2008 e Londra 2012, e si è aggiudicata il titolo europeo nel trampolino 3 m ai campionati di Kiev 2017. 
Insieme a Olena Fedorova ha vinto complessivamente tre medaglie d'argento e un bronzo nel sincro 3 m ai campionati europei, oltre all'argento vinto alle Universiadi di Shenzhen 2011.
A partire dal 2017 ha iniziato a gareggiare nel sincro 3 m insieme a Viktorija Kesar, con cui ha vinto la medaglia di bronzo in questa specialità agli europei di Kiev 2019.

## Palmarès
- Europei di nuoto/tuffi

Budapest 2010: argento nel sincro 3m.
Eindhoven 2012: argento nel sincro 3m.
Rostock 2013: argento nel sincro 3m.
Berlino 2014: bronzo nel sincro 3m.
Kiev 2017: oro nel trampolino 3m.
Kiev 2019: bronzo nel sincro 3m.
Belgrado 2024: argento nella squadra mista.
- Giochi europei

Cracovia 2023: oro nella squadra mista.
- Universiadi

Shenzhen 2011: argento nel sincro 3m.
- Europei giovanili

Trieste 2007: oro nel sincro 3m.
Minsk 2008: oro nel sincro 3m.
Budapest 2009: oro nel trampolino 3m.